# Heroes Manga
Heroes Manga Madrid, antes Expomanga, popularmente conocido como "Salón del manga de Madrid", fue un evento de historieta centrado en el mundo del manga, anime y cultura japonesa que se celebró en Madrid de 2002 a 2018.  

## Trayectoria
Nacido como Expomanga en 2002, su primera edición fue organizada por la Asociación Española de Amigos del Cómic (AEAC) los días 22, 23 y 24 de febrero de 2002 en una sala del Hotel Puerta de Toledo.
Tras las dos primeras ediciones celebrándose en el Hotel Puerta de Toledo, la edición de 2004 pasó a celebrarse en la estación de Chamartín. A partir del año 2005 empezó a celebrarse en los pabellones de congresos de la Casa de Campo de Madrid. En 2016, la compañía Easyfairs se hizo cargo del evento y le cambió el nombre a Heroes Manga Madrid, y trasladó su ubicación al recinto ferial IFEMA de Madrid para este año y los dos siguientes. 
En 2019 Easyfairs vendió el evento a Conceptum!, quien canceló la edición de 2019 – anunciada para 27 y 28 de abril – prometiendo su vuelta para el año siguiente. En febrero de 2020 aseguraron estar en pausa y que la organización se centraba en otras ferias. A partir de entonces dejó de haber avisos y hasta la misma página dejó de existir.

## Asistencia a lo largo de los años
| 2002 | 2003  | 2004 | 2005   | 2006   | 2007   | 2008   | 2009   | 2010   | 2011   | 2012   | 2013   | 2014   | 2015   | 2016    | 2017    | 2018    |
| ---- | ----- | ---- | ------ | ------ | ------ | ------ | ------ | ------ | ------ | ------ | ------ | ------ | ------ | ------- | ------- | ------- |
| s.d  | 3.000 | s.d. | 13.295 | 18.604 | 22.687 | 33.107 | 25.398 | 27.816 | 29.024 | 31.347 | 29.876 | 40.412 | 46.213 | 50.000+ | 58.000+ | 44.000+ |